# Molocine, Rozdolne
Molocine (în ucraineană Молочне) este un sat în comuna Kovîlne din raionul Rozdolne, Republica Autonomă Crimeea, Ucraina.

## Demografie
Componența lingvistică a localității Molocine
     Rusă (84%)
     Ucraineană (8%)
     Tătară crimeeană (8%)
Conform recensământului din 2001, majoritatea populației localității Molocine era vorbitoare de rusă (84%), existând în minoritate și vorbitori de ucraineană (8%) și tătară crimeeană (8%).